# Deklarace nulity
Deklarace nulity (prohlášení manželství za neplatné), běžně nazývané anulování; méně často dekret o neplatnosti a nepřesně také „katolický rozvod“, je v katolické církvi rozhodnutí církevního soudu, že manželství bylo uzavřeno neplatně. Méně často je rozhodnutím církevního soudu, že svěcení bylo uděleno neplatně.
Soudní řízení o neplatnost manželství, které se řídí kanonickým právem, je soudní proces, v němž církevní soud určuje, zda manželství bylo neplatné od svého počátku (ab initio). „Prohlášení neplatnosti“ není zrušením existujícího manželství (jako je dispenz od manželství ratum sed non consummatum a „anulování“ v civilním právu), ale spíše konstatováním, že souhlas nebyl nikdy platně vyměněn z důvodu nesplnění požadavků pro platné uzavření manželství, a manželství tedy nikdy neexistovalo.
Katolická církev učí, že v pravém manželství se jeden muž a jedna žena stávají před Božíma očima „jedním tělem“. Různé překážky mohou způsobit, že člověk nemůže platně uzavřít manželství. Kromě překážek může být manželský souhlas učiněn neplatným kvůli neplatným faktorům, jako je simulace nebo podvod, nebo kvůli psychické nezpůsobilosti.
| „                                      | Z toho důvodu (nebo i z jiných příčin, které manželství činí neplatným nebo působí, že vůbec nenastalo) může církev, po prověření situace příslušným církevním soudem, prohlásil „neplatnost manželství“, totiž, že manželství nikdy neexistovalo. V tomto případě jsou smluvní strany volné a mohou znovu uzavřít manželství, pod podmínkou, že budou respektovat přirozené povinnosti vyplývající z předešlého svazku. | “ |
| — Katechismus katolické církve, § 1629 | |   |

V roce 2015 byl proces prohlášení manželské neplatnosti změněn reformami manželského procesu papeže Františka, které byly nejrozsáhlejšími reformami manželského práva za posledních 300 let. Před reformami mohlo být prohlášení manželské neplatnosti účinné pouze tehdy, pokud bylo prohlášeno dvěma soudy na různých úrovních jurisdikce. Pokud se nižší soudy (první a druhé instance) neshodly, případ automaticky putoval k Tribunálu Římské roty, který měl tak či onak rozhodnout s konečnou platností.

## Důvody neplatnosti
Pro platnost manželské smlouvy jsou v kanonickém právu nutné určité podmínky. Podle Mt 19, 5–6 (Kral, ČEP) a 1Kor 7, 10–11 (Kral, ČEP) církev nemůže rozdělit to, co bylo spojeno Bohem, ale s jeho pomocí může rozhodnout, že manželství je neplatné od okamžiku jeho uzavření. Nedostatek některé z těchto podmínek činí manželství neplatným a je právním důvodem pro prohlášení manželství za neplatné. V souladu s tím, kromě otázky zabraňujících překážek, kterou se zabýváme níže, existuje čtyřnásobná klasifikace právních vad: vada formy, vada smlouvy, vada vůle, vada způsobilosti. Pro prohlášení manželství za neplatné je třeba prokázat existenci jedné z těchto vad, neboť kanonické právo předpokládá, že všechna manželství jsou platná, dokud není prokázán opak (CIC, kán. 1060).
- Vada formy: V případě, že je manželský obřad neplatný (např. dva katolíci uzavírají manželství mimo katolickou církev).
- Vada smlouvy: Pokud nebylo uzavřeno manželství, např. pokud došlo k vadě úmyslu na obou stranách. K tomu může dojít, pokud některá ze stran neměla úmysl uzavřít celoživotní, výlučný svazek otevřený reprodukci. V chápání církve může být manželská smlouva uzavřena pouze mezi ženou a mužem.
- Vada vůle: Z důvodu „duševní nezpůsobilosti, neznalosti, omylu o osobě, omylu o manželství, podvodu, vědomí neplatnosti, simulace, podmíněného souhlasu, násilí nebo vážného strachu“.[10]
- Vada způsobilosti k právním úkonům: Pokud by některá ze stran uzavřela manželství s jinou osobou, a tudíž by nebyla schopna smlouvu uzavřít. Také některé pokrevní vztahy činí strany neschopnými uzavřít smlouvu.

### Chybějící kanonická forma
Členové katolické církve musí uzavřít manželství před knězem (nebo jáhnem) a obvykle nejméně před dvěma dalšími svědky. Kněz nebo jáhen není vysluhovatelem této svátosti; vysluhovateli jsou manželé tím, že si vymění sliby, ačkoli klerik předsedá výměně slibů a případné mši nebo svatebnímu liturgickému slavení (KKC 1630). Pokud je jedna ze stran katolík, ale existuje vážný důvod, proč by měl být sňatek uzavřen před úředníkem nebo nekatolickým duchovním, může být udělena dispenz. Pokud dispenz nebyl udělen a snoubenci tento zákon nedodrželi, je manželství považováno za neplatné. Protože neplatnost manželství je z okolností zřejmá, není třeba kanonického procesu k vydání prohlášení manželství za neplatné. Náprava této neplatnosti vyžaduje, aby si snoubenci vyměnili souhlas podle kanonické formy (běžně se nazývá „konvalidace“).

### Překážky
Hlavní článek: Překážka (katolické kanonické právo)
Aby byl sňatek platný, je třeba se na něj předem připravit, zejména se ujistit, že nehrozí žádná překážka (existuje dvanáct zrušitelných důvodů), a vyhnout se „neplatnému svazku“, jak je uvedeno v Matoušově evangeliu 5,32 a 19,9. Pokud jedné ze stran bránila v uzavření manželství překážka rušící (z latinského „zrušit“), je manželství neplatné. Protože tyto překážky nemusí být vůbec známy, nazývá se manželství domnělým manželstvím (matrimonium putativum), pokud alespoň jedna ze stran uzavřela manželství v dobré víře.
- Rušící překážky:[p 3]
  - Překážky přirozeného práva:
    - Odmítnutí zplodit dítě nebo fyzická či psychická nemožnost tělesného spojení. Pokud jedna ze stran odmítla pohlavní styk nebo je sexuálně impotentní a zatajila to před svým budoucím manželem, manželství není platné a je uznáno za neplatné;
    - Minimální věk: 16 let pro muže, 14 let pro ženu;[p 4]
    - Příbuzenský vztah (příbuzenský, manželský nebo adopční);

  - Překážky pozitivního božského práva:
    - Pouto z předchozího manželství;
    - Trestný čin manželské vraždy (pokud někdo zavraždil svého manžela/manželku, aby se oženil s někým jiným).
    - Svátost kněžství (kněz se již nemůže oženit);
    - Trvalý slib čistoty;
    - Rozdílnost kultu (disparitas cultus) s nepokřtěnou osobou (může být předmětem dispenzu);
- Chybějící souhlas:[p 5]
  - Z donucení, násilí, nátlaku nebo ze strachu;
  - Duševní poruchy bránící jasnému souhlasu (psychologické důvody se často opírají zejména o článek 1095[p 6] Kodexu kanonického práva[13]);
  - Vážná nezralost;
  - Simulace manželství, kdy osoba lže o svých skutečných úmyslech (např. fingované manželství);
  - Touha opustit rodiče;
  - Úmyslné zatajení důležitého aspektu osobnosti (zkreslení svých podstatných vlastností), které vede k neschopnosti plnit základní manželské povinnosti, včetně výchovy dětí;
  - Úmyslné zatajení tělesné poruchy, neplodnosti nebo nemoci;
- Nedostatek kanonické formy:[p 7]
  - Např. pokud duchovní, který přijímá souhlasy manželů, nezískal potřebnou pravomoc od místního ordináře;

Papežská rada pro legislativní texty vydala dne 25. ledna 2005 k tomuto tématu instrukci Dignitas connubii.
Některé z těchto zákonů lze zmírnit udělením dispenzu před obřadem. Například Kateřina Aragonská a anglický král Jindřich VIII. obdrželi dispenz od překážky příbuzenství (Kateřina byla dříve provdána za Jindřichova bratra Artura, který zemřel). Jindřich později založil svou žádost o anulování sňatku s Kateřinou (což do značné míry vedlo k reformaci anglikánské církve) na tom, že dispenz byl udělen neoprávněně, neboť jeho otec Jindřich VII. vyvíjel nátlak na canterburského arcibiskupa Williama Warhama, aby dispenz udělil.
Náprava této neplatnosti po uzavření manželství vyžaduje, aby nejprve překážka zanikla nebo byla dispenzována, a poté může proběhnout „konvalidace“ nebo může být uděleno sanatio in radice (viz níže), aby se manželství stalo platným.

### Důvody neplatnosti
Manželství může být prohlášeno za neplatné, protože alespoň jedna ze stran nebyla svobodná a nemohla s manželstvím souhlasit nebo se k němu plně nezavázala.
Mezi důvody neplatnosti patří:
- Simulace souhlasu, tj. vědomé a pozitivní vyloučení jedné nebo obou smluvních stran při souhlasu s jednou nebo všemi podstatnými vlastnostmi nebo „dobry“ manželství:
  - a) výlučnost manželského vztahu;
  - b) trvalost manželského svazku;
  - c) otevřenost potomkům jako přirozenému plodu manželství (kánon 1101 § 2).
- Úmyslné klamání o některé osobní vlastnosti, která může objektivně a vážně narušit manželský život (kánon 1098).
- Podmíněný souhlas, pokud se podmínka v době uzavření manželství týká budoucnosti nebo pokud se týká minulosti či přítomnosti a je skutečně nesplnitelná (kán. 1102[15]).
- Násilí nebo vážná obava vnucené osobě za účelem získání jejího souhlasu (kánon 1103).
- Závažný nedostatek volnosti úsudku při souhlasu, pokud jde o základní manželská práva a povinnosti, které mají být vzájemně předány a přijaty (kánon 1095 č. 2)
- Psychická neschopnost při souhlasu převzít podstatné manželské povinnosti (kánon 1095 n.3).

Podle kánonu 1095 může být manželství prohlášeno za neplatné pouze v případě, že souhlas byl dán v důsledku závažného nedostatku volního uvážení ohledně podstatných práv a povinností manželství nebo v důsledku skutečné neschopnosti tyto podstatné povinnosti přijmout. Papež Benedikt XVI. ve svém projevu k Římské rotě v roce 2009, opakujíc slova svého předchůdce Jana Pavla II. kritizoval „přehnané a téměř automatické množení prohlášení manželství za neplatné v případech selhání manželství pod záminkou určité nezralosti nebo psychické slabosti smluvních stran“. Vyzval k „opětovnému potvrzení vrozené lidské schopnosti uzavřít manželství“ a trval na tom, co v roce 1987 uvedl Jan Pavel II., že „pouze nezpůsobilost, a nikoli obtíže s udělením souhlasu, činí manželství neplatným“.
Svatý Tomáš Akvinský uvedl jednotící a prokreativní účel manželského svazku. Papež Pavel VI. potvrdil, že tyto dva účely jsou spojeny v „nerozlučném spojení“, které je analogií s lidským spojením jednoho těla a jedné duše. Jednotící a prokreativní účel je popírán také v případech potratu a také znásilnění. Sk 27, 23 (Kral, ČEP) zmiňuje spojení mezi lidskými Božími tvory a jejich andělem strážným, který je z čistého ducha bez hmoty.

## Uznání neplatnosti a následnákonvalidace
Vzhledem k tomu, že manželství má trvalou povahu, příslušný duchovní zváží, zda faktické ztroskotání manželství není způsobeno příčinou původní neplatnosti smlouvy – příčiny, které jsou v kanonickém právu vykládány mnohem šířeji než v právu civilním: církev předpokládá, že manželství existuje již dříve jako svobodně učiněný závazek manželů, ale v době uzavření manželství si tím samozřejmě nemůže být jistá.
Církev proto připouští, že vztahy, které ve skutečnosti nejsou skutečnými manželstvími (domnělá manželství), mohou být požehnány a případně se později stát skutečnými manželstvími.
Aby však mohla být smlouva zrušena, musí být prokázána její neplatnost: „Kán. 1060 – Právo zvýhodňuje manželství, a proti při pochybnosti se považuje manželství za platné, dokud se nedokáže opak.“
Manželství, které by mohlo být zrušeno, je nicméně církví podporováno, aby bylo zachováno tím, že se „očistí“ od případných překážek.
Pokud si oba lidé přejí zůstat spolu, důvod neplatnosti není uznán soudem, ale je odstraněn zvláštní dispenzí (osvobozením) od dané překážky: konvalidací manželství. Existují dva typy, první se nazývá „prostá konvalidace“, která zahrnuje obnovení souhlasu, a druhá „konvalidace sanatio in radice“, bez obnovení.

### Prostá konvalidace(Convalidatio simplex)
Prostá konvalidace (kánony 1156 až 1160) předpokládá rušící překážku: pokud zanikne nebo je zrušena, mohou manželé svůj souhlas obnovit podle toho, zda:
| nedostatek souhlasu nebo překážka uzavření manželství   | obnovení souhlasu se provádí        |
| ------------------------------------------------------- | ----------------------------------- |
| když je veřejně známé, obnovení souhlasu bude provedeno | veřejně a oběma osobami             |
| když je známé jen oběma osobám                          | v soukromí a oběma osobami          |
| když je známé pouze dotazované osobě                    | v soukromí a pouze dotazovaná osoba |

V případě obnovení souhlasu v důsledku formální vady, pokud není třeba chránit veřejně důstojnost manželství, se využije práva uzavřít manželství v soukromí.

### Konvalidace uzdravení v kořeni(Convalidatio sanatio in radice)
Konvalidace sanatio in radice (uzdravení v kořeni), se v případě nedostatku souhlasu neuplatní, protože ten již existuje. Uplatňuje se v případě překážky rušící nebo při nedostatku kanonické formy.
K tomuto „potvrzení bez obnovení souhlasu“ se zpětnou účinností (od uzavření manželství) dochází, jakmile je důvod neplatnosti:
- sám od sebe zaniklý;
- odstraněn na základě dispensu uděleného Apoštolským stolcem (např. v případě manželské vraždy) nebo biskupem (kánony 1161 až 1165).

## Proces

### Proces v českém občanském právu
Také v českém občanském právu existuje prohlášení manželství za neplatné, které se liší od rozvodu, protože i zde je na rozdíl od rozvodu popřena samotná existence manželství. Také toto manželství může být konvalidováno.

### Proces v kanonickém právu
Manželství prohlášená za neplatná v katolické církvi jsou považována za neplatná ab initio, což znamená, že manželství bylo neplatné od samého počátku. Někteří se obávají, že jejich děti budou v případě anulování manželství považovány za nemanželské. Kánon 1137 Kodexu kanonického práva z roku 1983 však výslovně potvrzuje legitimitu dětí narozených jak v platných, tak v domnělých manželstvích (objektivně neplatných, ačkoli alespoň jedna strana je uzavřela v dobré víře). Kritici na to poukazují jako na další důkaz, že katolická anulace manželství je podobná rozvodu; ačkoli občanské právo považuje potomky všech manželství za legitimní.
Mezi rozvodem a prohlášením manželství za neplatné však existují některé významné rozdíly. Rozvod se týká pouze právních účinků manželství. Prohlášení manželství za neplatné se však zabývá také skutečností, zda manželství vůbec vzniklo. To vede k druhému rozdílu. Přinejmenším ve většině zemí je rozvod možný vždy. Ne všem žádostem o prohlášení manželství za neplatné je však vyhověno.
Prohlášení manželství za neplatné ze strany katolické církve je nezávislé na civilním prohlášení manželství za neplatné (nebo v některých případech na rozvodu). Před zahájením řízení o zrušení manželství před církevním soudem však musí být jasné, že manželství nelze obnovit. Některé země, například Itálie, umožňují, aby proces anulování manželství nahradil občanskoprávní akt rozvodu. V mnoha jurisdikcích nejsou některé důvody, které katolická církev uznává jako dostatečné pro prohlášení manželství za neplatné, považovány za důvody pro občanskoprávní prohlášení manželství za neplatné. V takových případech musí být pár často rozveden civilními orgány, aby mohl v dané jurisdikci uzavřít nový sňatek. Jakmile církev manželství zruší, obecně upřednostňuje, aby manželství následně zrušil civilní soud. Pokud to však není možné, je přijatelný i civilní rozvod.
Pokud byl někdo již dříve ženatý a první manžel je stále naživu, musí před uzavřením manželství v katolické církvi obdržet prohlášení o neplatnosti, a to i v případě, že ani jedna ze stran v manželství nebyla katolická (privilegium víry jsou samostatné případy). Katolická církev považuje za nerozlučitelné a platné každé manželství, pokud je pro obě strany prvním manželstvím. Církev však neuznává za platné manželství, pokud je jedna ze stran katolická, ale manželství nebylo uzavřeno před katolickým knězem (ledaže by byl nejprve získán dispens).
Kanonické právo předpokládá, že všechna manželství jsou platná, dokud se neprokáže opak. Odpůrci anulace, kteří chtějí využít kanonické právo k obraně svého manželství proti prohlášení neplatnosti, mají právo na pomoc kompetentního advokáta. Advokát je něco jako právník. Odpůrci mají právo přečíst si žádost (nazývanou libellus, což znamená „malá kniha“ či „knížečka“) navrhovatele. V návrhu musí být obecně popsány skutečnosti a důkazy, na jejichž základě navrhovatel tvrdí, že manželství stran je neplatné. Je nezbytné, aby soudci tribunálu studovali judikaturu římské roty, neboť rota má za úkol podporovat jednotu judikatury a svými rozsudky být nápomocna nižším tribunálům (Dignitas Connubii, čl. 35, citace Pastor bonus, čl. 126). Odpůrci anulace mohou využít judikaturu Římské roty na podporu své obhajoby manželství.
Aby bylo možné dosáhnout prohlášení manželství za neplatné, musí se strany obrátit na katolický diecézní soud. Většině žádostí o prohlášení manželství za neplatné, které tribunál projednává, je vyhověno, protože jedna nebo obě strany jsou posouzeny jako strany, které daly neplatný souhlas. Aby byl souhlas platný, musí jej strany udělit svobodně. Musí mít základní povědomí o tom, co činí, a své rozhodnutí vstoupit do manželství musí promyslet a zhodnotit (1983 CIC, kán. 1095). Musí být schopni plnit sliby, které v den svatby učiní, to znamená, že nesmí trpět žádnou psychickou vadou (kán. 1095), která by jim bránila odevzdat se v partnerství celého života, jehož cílem je dobro manželů a plození a výchova dětí (kán. 1055). Slova, která pronesou v den svatby, musí mít v úmyslu; to znamená, že musí mít v úmyslu vytvořit trvalé a věrné partnerství, otevřené sexuálním úkonům, které jsou plodivé (kánon 1101). Závažná selhání v těchto oblastech mohou umožnit případnou úspěšnou žádost o neplatnost manželství. Existují i další důvody, které mohou ospravedlnit tvrzení o neplatnosti souhlasu, jako je vážný omyl týkající se osoby, které byl manželský slib učiněn (kán. 1097), vážné oklamání jedné strany druhou stranou v době sňatku (kán. 1098) nebo vystavení jedné ze stran násilí nebo vážnému strachu, bez něhož by k uzavření manželství nedošlo (kán. 1103).
Církevní tribunály jsou soudy. Osoba, která věc před soudce předkládá, prokázat svůj případ; advokáti a tribunály žadatelům poradí, jak mohou předložit důkazy potřebné k prokázání případu.
Potvrzující rozhodnutí je vydáno, pokud většina soudců dospěje k „morální jistotě“, že navrhovatel svůj případ prokázal. Morální jistota nemůže existovat, pokud z objektivního hlediska existují v případu pravděpodobné indicie o opaku, a liší se od jiných standardů rozhodování (tj. „nade vší pochybnost“).

## Počty
Přibližně 94 % žádostí podaných ve Spojených státech je kladně vyřízeno, a přestože v nich žije pouze 6 % katolíků na světě, připadá na ně 60 % všech rozvodů, což vede Bai MacFarlaneovou k domněnce, že církev spolupracuje se „zlem rozvodů bez zavinění“. Papež Jan Pavel II. vyjádřil znepokojení nad relativně snadným získáním anulace manželství ve Spojených státech. Úkolem soudců tribunálu je rozlišit svazky, které byly od počátku chybné, od těch platných manželství, která se rozpadla.
V roce 2006 diecézní soudy na celém světě ukončily více než 49 000 případů neplatnosti manželství. Za posledních 30 let se přibližně 55 až 70 % případů prohlášení manželství za neplatné odehrálo ve Spojených státech. Nárůst počtu neplatných manželství je značný; v roce 2006 bylo ve Spojených státech prohlášeno za neplatné 27 000 manželství, zatímco v roce 1968 to bylo 338.

## Další aspekty
Papež Jan Pavel II. a Benedikt XVI. byli znepokojeni snadností, s jakou se udělují anulace manželství, zejména pokud se zakládají na špatně definovaných důvodech, jako je „nezralost nebo psychická vada“ nebo „psychická nezralost“, což je výrazem obav, že termín „anulace“ je považován za synonymum „rozvodu“.
Papež František vyjádřil znepokojení nad skutečností, že pravděpodobně „polovina všech manželství je ve světle kanonického práva neplatná“. Toto zjištění bylo jedním z důvodů svolání mimořádné biskupské synody o rodině v říjnu 2014. Papež František později v roce 2015 reformoval proces řízení o neplatnosti manželství.
Prohlášení manželství za neplatné učiněné katolickou církví se liší od civilního rozvodu. Civilní rozvod může sloužit církevnímu soudu jako důkaz, že manželství nelze obnovit. V některých zemích, například v Itálii, v nichž se katolické církevní sňatky automaticky přepisují do občanských záznamů, může být církevnímu prohlášení o neplatnosti manželství udělena doložka vykonatelnosti a může být považováno za ekvivalent občanského rozvodu.

## Katolický pohled na praxi východního pravoslaví

### Anulace udělené východními pravoslavnými tribunály
Kodex kánonů východních církví (CCEO), souhrn východního katolického kanonického práva pro východní katolické církve, v kánonu 780 následuje učení Druhého vatikánského koncilu, že tribunály východních pravoslavných církví mají platný proces prohlášení manželství za neplatné. Pokud pravoslavný soud rozhodne, že manželství bylo od počátku neplatné, bude toto rozhodnutí akceptovat i manželský soud katolické církve.

### Východní pravoslavnáoikonomia
Některé východní pravoslavné církve povolují druhé nebo třetí manželství v rámci oikonomie („úspornosti“), což katolická církev nepovoluje. Toto pojetí říká, že první manželství bylo platné a druhé je povoleno v ekonomii spásy. Katolická církev by to považovala za odporující Božímu zákonu, a tudíž neplatné. Existovala by stejná překážka jako v případě rozvodu nebo „zrušení“ svazku (anulování), které není ve prospěch víry.

## Prohlášení neplatnosti kněžského svěcení
Pojem „prohlášení neplatnosti“ se může vztahovat i na případy, kdy je svěcení uděleno neplatně.

## Významné katolické anulace
- Manželství amerického senátora Teda Kennedyho a jeho první ženy Joan Bennett Kennedy bylo prohlášeno za neplatné poté, co Ted prohlásil, že při uzavírání sňatku nebyl pravdomluvný, když sliboval věrnost své manželce.[33]
- Manželství Josepha Kennedyho II. s Sheilou Rauch Kennedyovou bylo prohlášeno za neplatné poté, co prohlásil, že není duševně způsobilý k uzavření manželství; Sheila se později proti tomuto rozhodnutí odvolala do Vatikánu, který v roce 2007 rozhodnutí zrušil.[33]
- Eadwig, anglický král, nechal prohlásit svůj sňatek s Ælfgifu za neplatný, protože byli příliš blízcí příbuzní.
- Manželství Ludvíka VII. a Eleonory Akvitánské prohlásil papežský soud v roce 1152 za neplatné, protože byli vzdálení bratranec a sestřenice, a to po narození dvou dcer a navzdory prohlášení papeže Evžena III. z roku 1149, že proti jejich manželství nesmí padnout ani slovo a že nesmí být pod žádnou záminkou zrušeno; každý z nich se pak oženil s bližším bratrancem a sestřenicí.
- Milan Majerský, předseda slovenského KDH, jeho 13leté manželství bylo prohlášeno za neplatné na jaře 2020.

## Aktuální kontroverze týkající se udělování anulací v katolicismu
Papežové Benedikt XVI. a Jan Pavel II. kritizovali katolickou praxi v otázce nadužívání anulací manželství, ale František provedl změny v kanonickém právu, aby bylo snazší získat anulaci. Požádal také diecéze, aby za anulaci „pokud možno“ nevybíraly žádné poplatky.